# Бузинний Олександр Тихонович
Олександр Тихонович Бузинний (нар. 9 жовтня 1889, с. Топори — після лютого 1941) — український літературознавець, архівіст, педагог.

## Навчання
О.Бузинний народився в селі Топори (нині Ружинського району Житомирської області).
У 1914 році він закінчив історико-філологічний факультет (відділення словесності) Ніжинського історико-філологічного інституту імені князя А. Безбородька.

## Вчительська праця
У 1914—1918 роках О.Бузинний працював у Богодухівській чоловічій гімназії на Харківщині вчителем російської, латинської та грецької мов.
У 1919—1929 роках читав лекції в Полтавському педагогічному інституті (з 1921 року — Полтавський інститут народної освіти) за курсом класичних мов, завідував бібліотекою. В 1920—1921 роках був викладачем педагогічної школи імені Бориса Грінченка і очолював педагогічну раду Полтави.

## Наукова діяльність
У 1922—1929 роках О.Бузинний завідував кабінетом суспільствознавства, був деканом єдиного факультету соціального виховання  Полтавського інституту народної освіти. У 1926 році він був затверджений професором другої категорії.
О.Бузинний в цей час — член науково-дослідної кафедри історії української культури у Харкові, а також член Полтавського наукового товариства при ВУАН.
З 1922 року — член колегії Полтавського губернського архівного управління. А з 1923 року О.Бузинний — завідувач розбірним відділом Полтавського губернського архіву.
Приділяв значну увагу розробці теорії і методичних питань архівної справи, використання документів. Активно займався збереженням, систематизацією і вивченням документальних матеріалів Полтавського губернського архіву.

## Репресії
О.Бузинний був заарештований 18 вересня 1929 року у справі «Спілки визволення України». 
2 лютого 1930 року він був засуджений на 5 років позбавлення волі за контрреволюційну діяльність. Висланий на Соловки.
Після звільнення недовго працював учителем Ялтинського медичного технікуму. Повторно заарештований і 27.12.1936 р. засуджений "за антирадянську агітацію" до 5 років виправно-трудових таборів у Комі АРСР.[джерело?]
Звільнений 14.02.1941 р.[джерело?] Його подальша доля невідома.

## Праці
- Програма для збирання етнографічних матеріалів по Богодухівському повіту. Богодухів, 1917;
- Практичний підручник діловодства української мови. Х., 1924;
- Новознайдені листи Сковороди. «Червоний шлях», 1924, № 3;
- Спроба Долтон-плану в Полтавському ІНО. «Шлях освіти», 1926, № 3(47);
- Найголовніші граматичні і стилістичні особливості української мови для студентів першого курсу. Полтава, 1926.
- Новий рукопис Шевченкової «Хустини» (Червоний шлях. 1927. Кн. 3)